# Mexikanische Eishockeynationalmannschaft der Frauen
Die Fraueneishockeynationalmannschaft Mexikos ist eine Auswahl mexikanischer Spielerinnen, die von der Federación Deportiva de México de Hockey sobre Hielo bestimmt werden, um das Land auf internationaler Ebene zu repräsentieren.

## Geschichte
Die mexikanische Frauen-Nationalmannschaft trat am 18. und 19. Februar 2012 in zwei Länderspielen auf die argentinische Frauen-Nationalmannschaft. Für beide Mannschaften waren es ihre ersten Länderspiele überhaupt. Das erste Spiel entschied Argentinien knapp mit 1:0 für sich, im zweiten Spiel war Mexiko mit 7:1 erfolgreich. Anschließend war geplant, an der Qualifikation zur Gruppe B der Weltmeisterschafts-Division II teilzunehmen, was letztlich aber nicht zustande kam. 
Zwei Jahre später nahmen die Mexikanerinnen als Gastgeber an der Qualifikation zur Gruppe B der Weltmeisterschafts-Division II teil, gewannen dieses Turnier und schafften dadurch den Aufstieg in die Division IIB zur Weltmeisterschaft 2015. Bei diesem Turnier, das im März 2015 im spanischen Jaca ausgetragen wurde, belegten sie den zweiten Platz.

## Platzierungen

### Bei Weltmeisterschaften
- 2014 – 1. Platz Qualifikation zur Division IIB (Aufstieg in die Division IIB)
- 2015 – 2. Platz Division IIB
- 2016 – 4. Platz Division IIB
- 2017 – 1. Platz Division IIB (Aufstieg in die Division IIA)
- 2018 – 6. Platz Division IIA
- 2019 – 4. Platz Division IIA
- 2020–2021 – keine Austragung
- 2022 – 5. Platz Division IIA
- 2023 – 3. Platz Division IIA
- 2024 – 3. Platz Division IIA
- 2025 – 6. Platz Division IIA (Abstieg in die Division IIB)